# Севдалина Пенева
Севдалина Николова Пенева е разследващ журналист.
От април 2010 година е главен редактор на вестник „Десант“.